# Děčín
Děčín (in tedesco Tetschen-Bodenbach) è una città della Repubblica Ceca, capoluogo del distretto omonimo, nella regione di Ústí nad Labem.
La città di Děčín si trova sulla via commerciale tra la Repubblica Ceca e la Germania. Le merci trasportate su gomma, rotaia o via fiume passano tutte attraverso la città che è situata nel punto in cui il fiume Elba e il Ploučnice confluiscono. Děčín è attualmente composta di due città, una delle quali sorge su una riva dell'Elba. La città è inoltre un centro di produzione alimentare, tessile e chimico.

## Storia
La città di Děčín (Tetschen) è stata fondata attorno al IX secolo quando alcune tribù slave guidate dal condottiero Děčané, da cui deriva il suo nome, si insediarono nell'area. In un primo momento l'insediamento fu costruito sulla riva sinistra dell'Elba, ma dopo un diluvio fu ricostruito sulla riva destra nel 1059. La città è poi stata sotto il controllo dei signori di Wartenberg dal 1305 fino al 1534, quando fu acquistata da Lord Rudolf von Bünau. Questa famiglia introdusse il protestantesimo nella regione, professione che venne poi abbandonata dopo la cacciata dei Bünau nel 1620. I Bünau vendettero la città nel 1628 al barone di Thun.
Nel XVIII secolo, Děčín divenne un importante centro termale sotto il dominio del Barone Johann Joseph Thun. Il centro di un importante crocevia economico non è stato, tuttavia, il posto ideale per costruire un centro termale, e l'idea è stata poi definitivamente abbandonata 1922. Oggi il passato termale della città è stato in gran parte dimenticato.
Nell'agosto del 2002, condizioni meteorologiche estreme hanno portato ad ampie inondazioni in tutta l'Europa e anche Děčín è stata duramente colpita. L'acqua è passata dal suo livello abituale di 2 metri a quello di 12 metri. Oltre 1.600 persone sono state evacuate. Fortunatamente, il centro storico e anche molte delle località turistiche sono a altitudini più elevate, per cui sono rimaste integre, ma molti edifici sono andati in rovina.
Děčín è la città natale di Miroslav Tyrš, che insieme a Jindřich Fügner fu il fondatore del Sokol, movimento di ispirazione panslavico ceco.
La città è anche sede universitaria essendo presente la Facoltà di Fisica nucleare e subnucleare quale sede distaccata di quella dell'Università Tecnica Ceca di Praga.

## Monumenti e luoghi d'interesse
- Castello di Děčín

## Sport
In città ha sede la squadra di basket B.K. Děčín protagonista nel massimo campionato nazionale.

## Amministrazione

### Gemellaggi
- Pirna